# Herb Ostroroga
Herb Ostroroga – jeden z symboli miasta Ostroróg i gminy Ostroróg w postaci herbu.

## Wygląd i symbolika
Herb przedstawia białą zwiniętą i związaną chustę z końcami zwisającymi ku dołowi na czerwonej tarczy herbowej. Nad tarczą umieszczona jest złota korona rangowa.
Herb nawiązuje do herbu szlacheckiego Ostroróg III, odmiany herbu Nałęcz, którą pieczętowali się Ostrorogowie – pierwsi właściciele miasta.